# Deborah Moggach
Deborah Moggach OBE (z domu Hough, ur. 28 czerwca 1948 w Bushey w Wielkiej Brytanii) – brytyjska pisarka i scenarzystka. Jest autorką dziewiętnastu powieści, w tym Była sobie sierota, Tulipanowa gorączka (na podstawie której nakręcono film o tym samym tytule), These Foolish Things (na podstawie której powstał film Hotel Marigold) oraz Hotel złamanych serc.

## Młodość
Moggach urodziła się jako jedno z czworga dzieci pisarzy Charlotte Hough (z domu Woodyadd) i Richarda Hough. Wychowywała się w miasteczku Bushey w hrabstwie Hertfordshire i St John's Wood w Londynie. Uczęszczała do Camden School for Girls i Queen's College w Londynie.
W 1971 ukończyła studia na Uniwersytecie Bristolskim z tytułem magistra anglistyki i uczyła się na nauczyciela przed rozpoczęciem pracy w Oxford University Press. W połowie lat 70. przez dwa lata mieszkała w Pakistanie i w Stanach Zjednoczonych.

## Powieści i inne prace
Większość jej powieści opowiada o współczesnej rodzinie i jej problemach, rozwodach, dzieciach, problemach i rozczarowaniach w związkach. Jej powieści w dużej mierze zawierają elementy komediowe, ale Moggach ma w swojej twórczości również mroczny dreszczowiec zatytułowany Dublerka, którego akcja dzieje się w Stanach Zjednoczonych, Porky, ponurą powieść osadzoną niedaleko Portu lotniczego Londyn-Heathrow oraz Stolen, historię pokazujące spór między wartościami w muzułmańskiej i tradycyjnej angielskiej rodzinie.

## Twórczość
- 1986: Mieć i zatrzymać
- 1992: Dublerka
- 1993: Była sobie sierota
- 1995: Huśtawka
- 1997: Więzy rodzinne
- 1999: Tulipanowa gorączka
- 2001: Ostateczne wezwanie
- 2004: Hotel Marigold
- 2013: Hotel złamanych serc
- 2015: Przemilczane tajemnice